# والری شاری
والری شاری (بلاروسی: Валерый Пятровіч Шарый؛ زادهٔ ۲ ژانویهٔ ۱۹۴۷) وزنه‌بردار اهل اتحاد جماهیر شوروی سوسیالیستی بود.